# Pogórze (województwo wielkopolskie)
Pogórze – wieś w Polsce położona w województwie wielkopolskim, w powiecie złotowskim, w gminie Krajenka.
W latach 1975–1998 miejscowość położona była w województwie pilskim.